# ヴァナ・ディールの歴史
ヴァナ・ディールの歴史（ヴァナ・ディールのれきし）では、『FFXI』の舞台であるヴァナ・ディールの歴史について詳述する。

## 歴史の概要
『ファイナルファンタジーXI』では、MMORPGでありながら詳細にわたる世界設定、歴史設定が充実している。これまでその設定がメインストーリーや拡張ディスクのストーリーラインに生かされている他、複数の出版社から公式（ないし公式に準ずる）な歴史に関する設定資料が刊行されている（『ファイナルファンタジーXI 公式設定資料集 ~Life in Vana'diel~』エンターブレイン ISBN 4757721544 、『ファイナルファンタジーXIワールドコンセプト』集英社 ISBN 4087793052 など）。

## 天晶暦
公式設定上、ヴァナディールでは一般的に「天晶暦（略称：C.E.）」という暦法を用いている。これはサンドリア、ウィンダス、バストゥーク、及びジュノの4国にて使用されており、『アトルガンの秘宝』にて登場するアトルガン皇国では採用されていない。
天晶暦は、今（ゲーム上における「現在」）から900年近く前、天上に巨大な超新星ゴルディオスが出現し、1年もの長きにわたって夜が訪れない状態が続き、この際に女神アルタナが降臨したという伝説に基づいている。後になってウィンダスの星の神子であったシャンリリが水晶を使用してこの事象が起こった時期を算出した結果、その算出した年から344年前に発生したことがわかった。このことから、その年から334年前を「天晶暦元年」と定めたのが由来である。

### 構成
360日あり12ヶ月（1ヶ月は30日）に分割している。
1週間は8つあり、曜日は下記の通り。
- 火曜日（ひようび、Firesday）
- 土曜日（つちようび、Earthsday）
- 水曜日（みずようび、Watersday）
- 風曜日（かぜようび、Windsday）
- 氷曜日（こおりようび、Iceday）
- 雷曜日（かみなりようび、Lightningday）
- 光曜日（ひかりようび、Lightsday）
- 闇曜日（やみようび、Darksday）

### ゲーム内と現実世界の時間
ゲーム上では、現実の日本時間2002年1月1日0時を天晶暦886年1月1日0時と設定している。ヴァナ・ディール時間は地球時間の25倍の速さで進むため、サービスが開始された2002年5月16日は天晶暦895年5月16日となり、現在も天晶暦によって時刻は進んでいる。日本時間2006年6月30日には、天晶暦1000年を迎えた。なお、ストーリーライン（ミッション・クエストなど。過去世界を除く）においては天晶暦884年が設定上の時間になっているため、NPCのセリフ（特に年数の発言）の一部では、現在の天晶暦時間との相違が発生する場合もあることに留意すべきである。

## 各時代の区分
古代（1万年前）
ジラート人が文明を築いていた時代。この時代に造られた建物は現在では遺跡として存在する。
獣の時代(不明 - 天晶暦289年)
強力な獣人とミスラ、ガルカがヴァナ・ディールを支配していた時代。
魔法の時代(天晶暦289年 - 399年)
タルタル族が魔法でヴァナ・ディールを支配していた時代。289年に星の神子タビロロが、魔法をタルタル諸部族の族長に伝授し、タルタル族は他の種族よりも優位に立った。しかし399年にササオラ族のサマリリが、国家最高機密であった魔法をエルヴァーンに伝授し、タルタル族の優位が崩れる。
力の時代(天晶暦400年 - 700年)
魔法の脅威が無くなり、エルヴァーン族がヴァナ・ディールに覇権を唱えた時代。
技の時代(天晶暦770年 - 833年)
ヒューム族が技術・経済で世界に活躍した時代。
冒険者の時代(天晶暦834年 - 現在)
ゲーム本編の時代。